# Новая волна 2010
Но́вая волна́ 2010 (англ. New Wave 2010; латыш. 2010. gada Jaunais Vilnis) — 9-й международный конкурс молодых исполнителей популярной музыки «Новая волна», который проходил с 27 июля по 1 августа 2010 года в Дзинтари, Юрмала. Победительницей конкурса стала Сона Шахгельдян из Армении.

## Ведущие
- Лера Кудрявцева, Ксения Собчак, Юлия Ковальчук, Сергей Лазарев, Игорь Верник, Тимур Родригез.

## Участники
| Участник               | Страна      |
| ---------------------- | ----------- |
| Иван Березовский       | Украина     |
| Габриэлла              | Бразилия    |
| Хила Бен Давида        | Израиль     |
| Группа «Lady’s Sweet»  | Латвия      |
| Группа «Litesound»     | Беларусь    |
| Никки Манолов          | Болгария    |
| Группа «Milk & Kisses» | Азербайджан |
| Группа «Мураками»      | Россия      |
| Music Hayk             | Россия      |
| Группа «PeR»           | Латвия      |
| Егор Сесарев           | Россия      |
| Stacy                  | Финляндия   |
| Уку Сувисте            | Эстония     |
| Сона Шахгельдян        | Армения     |
| Татьяна Ширко          | Украина     |
| Кайрат Тунтеков        | Казахстан   |
| Группа «Пающие трусы»  | Украина     |

## 1-й конкурсный день
| №  | Страна      | Исполнитель            | Песня                                      | Баллы | Место |
| -- | ----------- | ---------------------- | ------------------------------------------ | ----- | ----- |
| 01 | Россия      | Егор Сесарев           | «Feeling Good» (Muse)                      | 86    | 11    |
| 02 | Финляндия   | Stacy                  | «Je suis malade» (Лара Фабиан)             | 84    | 13    |
| 03 | Азербайджан | Группа «Milk & Kisses» | «A Woman in Love» (Барбра Стрейзанд)       | 79    | 16    |
| 04 | Украина     | «Пающие трусы»         | «Bad» (Майкл Джексон)                      | 77    | 17    |
| 05 | Латвия      | Группа «PeR»           | «Back in the U.S.S.R.» (The Beatles)       | 86    | 11    |
| 06 | Болгария    | Ники Манолов           | «You Raise Me Up» (Westlife)               | 87    | 10    |
| 07 | Украина     | Татьяна Ширко          | «All by Myself» (Эрик Кармен)              | 96    | 1     |
| 08 | Израиль     | Хила Бен Давида        | «Mamma Do» (Пикси Лотт)                    | 95    | 2     |
| 09 | Бразилия    | Габриэлла              | «This Man is World» (Джеймс Браун)         | 91    | 6     |
| 10 | Латвия      | Группа «Lady’s Sweet»  | «Money» (ABBA)                             | 88    | 9     |
| 11 | Казахстан   | Кайрат Тунтеков        | «The Way You Make Me Feel» (Майкл Джексон) | 91    | 6     |
| 12 | Беларусь    | Группа «Litesound»     | «Amazed» (Lonestar)                        | 92    | 5     |
| 13 | Армения     | Сона Шахгельдян        | «Baby, Come to Me» (Джеймс Ингрэм)         | 94    | 3     |
| 14 | Россия      | Группа «Мураками»      | «Don’t Stop Me Now» (Фредди Меркьюри)      | 84    | 13    |
| 15 | Россия      | Music Hayk             | «September» (Earth, Wind & Fire)           | 81    | 15    |
| 16 | Украина     | Иван Березовский       | «Per Te» (Джош Гробан)                     | 89    | 8     |
| 17 | Эстония     | Уку Сувисте            | «Purple Rain» (Принс)                      | 93    | 4     |

## 2-й конкурсный день
| №  | Страна      | Исполнитель            | Песня                        | Баллы | Место |
| -- | ----------- | ---------------------- | ---------------------------- | ----- | ----- |
| 01 | Финляндия   | Stacy                  | «In The Shadows»             | 84    | 16    |
| 02 | Бразилия    | Габриэлла              | «Mas Que Nada»               | 88    | 14    |
| 03 | Израиль     | Хила Бен Давида        | «Hallelujah»                 | 94    | 7     |
| 04 | Украина     | Иван Березовский       | «Ніч яка місячна»            | 94    | 7     |
| 05 | Россия      | Music Hayk             | «Бесконечность»              | 88    | 14    |
| 06 | Беларусь    | Группа «Litesound»     | «Mama»                       | 96    | 2     |
| 07 | Латвия      | Группа «Lady’s Sweet»  | «Šūpuļdziesma» (колыбельная) | 95    | 3     |
| 08 | Армения     | Сона Шахгельдян        | «Hajastan Ashkhar»           | 95    | 3     |
| 09 | Казахстан   | Кайрат Тунтеков        | «Наз коныр»                  | 94    | 7     |
| 10 | Латвия      | Группа «PeR»           | «Noktirne»                   | 96    | 2     |
| 11 | Россия      | Группа «Мураками»      | «Тучи»                       | 90    | 13    |
| 12 | Болгария    | Ники Манолов           | «Не могу без тебя»           | 92    | 11    |
| 13 | Украина     | «Пающие трусы»         | «Розпрягайте, хлопці, коней» | 83    | 17    |
| 14 | Россия      | Егор Сесарев           | «Московский бит»             | 91    | 12    |
| 15 | Азербайджан | Группа «Milk & Kisses» | «Getme, getme, gel»          | 93    | 10    |
| 16 | Эстония     | Уку Сувисте            | «Sind Otsides»               | 97    | 1     |
| 17 | Украина     | Татьяна Ширко          | «Чом ти не прийшов»          | 95    | 3     |

## 3-й конкурсный день
| №  | Страна      | Исполнитель            | Песня                 | Баллы | Место |
| -- | ----------- | ---------------------- | --------------------- | ----- | ----- |
| 01 | Латвия      | Группа «Lady’s Sweet»  | «Lieliskais»          | 88    | 13    |
| 02 | Азербайджан | Группа «Milk & Kisses» | «Подруга»             | 82    | 16    |
| 03 | Латвия      | Группа «PeR»           | «Līdzsvarā»           | 87    | 14    |
| 04 | Израиль     | Хила Бен Давида        | «Haley»               | 91    | 8     |
| 05 | Россия      | Группа «Мураками»      | «Сказка»              | 89    | 11    |
| 06 | Беларусь    | «Litesound»            | «Лучшие»              | 90    | 10    |
| 07 | Эстония     | Уку Сувисте            | «Show Me The Love»    | 95    | 5     |
| 08 | Украина     | Татьяна Ширко          | «Исповедь любви»      | 96    | 3     |
| 09 | Армения     | Сона Шахгельдян        | «Korust te gandz»     | 99    | 1     |
| 10 | Россия      | Music Hayk             | «Наши дети»           | 86    | 15    |
| 11 | Украина     | «Пающие трусы»         | «Пластический хирург» | 92    | 7     |
| 12 | Болгария    | Ники Манолов           | «Лучше»               | 93    | 6     |
| 13 | Украина     | Иван Березовский       | «Вместе»              | 91    | 13    |
| 14 | Казахстан   | Кайрат Тунтеков        | «Baby»                | 96    | 3     |
| 15 | Бразилия    | Габриэлла              | «Me Aceita»           | 89    | 11    |
| 16 | Финляндия   | Stacy                  | «Not Enough»          | 81    | 17    |
| 17 | Россия      | Егор Сесарев           | «With You»            | 97    | 2     |

## Результаты
| Страна      | Исполнитель            | Баллы | Место |
| ----------- | ---------------------- | ----- | ----- |
| Армения     | Сона Шахгельдян        | 288   | 1     |
| Украина     | Татьяна Ширко          | 287   | 2     |
| Эстония     | Уку Сувисте            | 285   | 3     |
| Казахстан   | Кайрат Тунтеков        | 281   | 4     |
| Израиль     | Хила Бен Давида        | 280   | 5     |
| Беларусь    | Группа «Litesound»     | 278   | 6     |
| Россия      | Егор Сесарев           | 274   | 7-8   |
| Украина     | Иван Березовский       | 274   | 7-8   |
| Болгария    | Ники Манолов           | 272   | 9     |
| Латвия      | Группа «Lady`s Sweet»  | 271   | 10    |
| Латвия      | Группа «PeR»           | 269   | 11    |
| Бразилия    | Габриэлла              | 268   | 12    |
| Россия      | Группа «Мураками»      | 263   | 13    |
| Россия      | Music Hayk             | 256   | 14    |
| Азербайджан | Группа «Milk & Kisses» | 254   | 15    |
| Украина     | «Пающие трусы»         | 252   | 16    |
| Финляндия   | Stacy                  | 249   | 17    |

## Жюри конкурса
- Игорь Крутой — сопредседатель жюри
- Раймонд Паулс — сопредседатели жюри
- Леонид Агутин
- Юрий Антонов
- Валерия
- Лайма Вайкуле
- Валерий Меладзе
- Константин Меладзе
- Игорь Николаев

## Программа фестиваля

### Открытие фестиваля (27 июля 2010 года)
На открытии фестиваля выступили:
- Специальный гость — Toni Braxton;
- Дискотека Авария;
- Банд'Эрос;
- Анастасия Стоцкая и Алексей Леденёв;
- Вельвеt;
- Лев Лещенко;
- Макпал Исабекова, Нюша и Доминик Джокер;
- Игорь Николаев;
- Валерий Леонтьев;
- Валерий Сюткин и Леонид Агутин;
- Alessandro Safina;
- Маша Новикова;
- Ани Лорак и Сергей Лазарев;
- Эскадрон и Олег Газманов;
- Анжелика Агурбаш;
- Пара Нормальных, Владимир Пресняков и Наталья Подольская;
- Николай Носков;
- Лайма Вайкуле;
- Таисия Повалий и Стас Михайлов;
- Валерия;
- А-Студио;
- Лариса Долина и Игорь Бутман;
- Валерий Меладзе и Григорий Лепс;
- Филипп Киркоров.

### День мирового хита (28 июля 2010 года)
Ведущие:
- Олеся Судзиловская, Гарик Харламов, Лера Кудрявцева, Сергей Лазарев.

На Дне мирового хита выступили:
- Специальный гость — Engelbert Humperdinck;
- А-Студио;
- Алсу;
- Валерий Леонтьев;
- Ирина Дубцова;
- Варвара и Алексей Чумаков;
- Ани Лорак и Линда Нигматулина;
- Сопрано-10;
- Лариса Долина и Доминик Джокер.

### Концерт членов жюри (29 июля 2010 года)
Ведущие:
- Геннадий Хазанов, Юлия Ковальчук, Тимур Родригез.

На Концерте членов жюри выступили:
- Юрий Антонов;
- Анжелика Варум и Леонид Агутин;
- Игорь Николаев;
- Лайма Вайкуле;
- Игорь Крутой;
- Валерия;
- Константин Меладзе и Валерий Меладзе;
- Раймонд Паулс;
- группа «Сливки общества».

### Творческий вечер Давида Тухманова (30 июля 2010 года)
Вечер посвящён 70-летию известного советского композитора Давида Тухманова.
Ведущие:
- Анжелика Варум, Валерий Леонтьев.

На творческом вечере Давида Тухманова выступили:
- Давид Тухманов;
- Aleksa, Ирина Дубцова и Нюша;
- Макпал Исабекова, Анастасия Кочеткова и Согдиана;
- Лев Лещенко;
- группа Serebro;
- Владимир Пресняков;
- Лайма Вайкуле;
- Борис Моисеев;
- Валерия;
- Игорь Николаев;
- Леонид Агутин;
- Александр Буйнов; — «У той горы»
- Кристина Орбакайте;
- Сергей Лазарев – «Песенка студента»;
- Доминик Джокер;
- Наташа Королёва;
- Николай Носков – «Фотографии любимых»;
- Алсу;
- Валерий Меладзе; – «Три месяца»
- ВИА Гра;
- А-Студио;
- Иосиф Кобзон;
- Лариса Долина;
- группа «Сливки общества» — «Восточная песня»;
- Филипп Киркоров – «Эти глаза напротив»;
- Григорий Лепс;
- Юрий Антонов;
- Валерий Леонтьев;
- Дискотека Авария – «Остановите музыку»;
- София Ротару;
- участники «Детской Новой волны».

### День премьер (31 июля 2010 года)
Ведущие:
- Филипп Киркоров, Владимир Зеленский, Ксения Собчак, Игорь Верник.

На Дне премьер выступили:
- Специальный гость — София Ротару;
- Дискотека Авария;
- Александр Буйнов и Анжелика Агурбаш;
- Владимир Пересняков;
- Согдиана;
- Сергей Лазарев;
- Анжелика Варум и Наталья Подольская;
- Алсу;
- Кристина Орбакайте;
- Леонид Агутин;
- Ани Лорак;
- Филипп Киркоров;
- Валерия;
- Григорий Лепс.

### Закрытие фестиваля (1 августа 2010 года)
На закрытии фестиваля выступили:
- Специальный гость — Земфира;
- Борис Моисеев и Вячеслав Бодолика;
- группа «Серебро»;
- Дима Билан;
- Ани Лорак и Тимур Родригез;
- Жасмин;
- Егор Сесарев (Приз зрительских симпатий);
- Игорь Николаев, Юлия Проскурякова, Анжелика Варум, Леонид Агутин и Валерий Меладзе;
- Laura;
- Уку Сувисте (3 место);
- Леонид Агутин;
- Иосиф Кобзон и группа «Республика»;
- Татьяна Ширко (2 место);
- ВИА Гра;
- Валерий Меладзе;
- Сона Шахгельдян (1 место);
- Ирина Аллегрова;
- Филипп Киркоров и Анна Нетребко;
- София Ротару;
- Игорь Крутой и Lara Fabian;
- Игорь Крутой, Дживан Гаспарян и Lara Fabian;
- Игорь Крутой, Lara Fabian и участники Детской Новой волны.